# 草上仁
草上 仁（くさかみ じん、1959年12月20日 -）は、神奈川県鎌倉市出身の小説家。日本SF作家クラブ・宇宙作家クラブ会員。
SFを得意とし、優れた構成力で奇想天外なストーリーの短編を中心に、長編やコミカルなライトノベルに至るまで、幅広いジャンルで作品を発表している。ミステリー・ホラーの作品も多く、『異形コレクション』の常連寄稿者でもあった。
短編の名手ゆえに、主たる活躍場所だった早川書房の『SFマガジン』誌では、編集者にとっては急場に頼りになる作家として、表紙や目次に名前が載らないことが多かった。このため、編集部には未発表の作品が多数保管されているのではないかと言われたりもした。
2022年、第42回日本SF大賞の選考委員となる。

## 略歴
小中学生の頃から短編を書きはじめ、筑波大学附属高等学校在学中に新人賞へ応募するようになる
- 1981年 第7回ハヤカワ・SFコンテスト佳作入賞
- 1982年 慶應義塾大学法学部法律学科を卒業し、保険会社に入社[2]
- 1982年 SFマガジン8月号に短篇「割れた甲冑」を発表
- 1987年 ハヤカワ文庫『こちらITT』発売（カバーイラスト：吾妻ひでお）
- 1989年「くらげの日」で第20回星雲賞日本短編部門受賞
- 1997年「ダイエットの方程式」で第28回星雲賞受賞日本短編部門受賞
- 1997年『東京開化えれきのからくり』（イラスト：唐沢なをき）でSFマガジン読者賞受賞
- 2002年 「スター・ハンドラー」（イラスト：鈴木雅久）シリーズを発表
- 2005年 「ホーンテッド・ファミリー」（イラスト：るりあ046）を発表
- 2009年 「数学的帰納の殺人」を発表

## 作品リスト

### 長編
ライトノベル系のスター・ハンドラーシリーズとスター・ダックスシリーズほかがある。

#### スター・ハンドラー
1. 『スター・ハンドラー』ソノラマ文庫 上巻 (2001) ISBN 978-4-257-76937-8、下巻 (2001) ISBN 978-4-257-76943-9
2. 『さまよえる海 スター・ハンドラー2』ソノラマ文庫 上巻 (2002) ISBN 978-4-257-76961-3、下巻 (2002) ISBN 978-4-257-76974-3
3. 『ゲートキーパー スター・ハンドラー3』ソノラマ文庫 上巻 (2002) ISBN 978-4-257-76983-5、下巻 (2003) ISBN 978-4-257-77002-2

#### スター・ダックス
1. 『スター・ダックス』ソノラマノベルス (2003) ISBN 978-4-257-01058-6
2. 『トリプル・スパイ スター・ダックス2』ソノラマノベルス (2004) ISBN 978-4-257-01065-4

#### 単発
- 『天空を求める者―少年ウィクルの旅』早川書房 (1992) ISBN 978-4-15-203529-5
- 『くたばれ！ビジネスボーグ』青樹社 (1993) ISBN 978-4-7913-0754-8
- 『お父さんの会社』ハヤカワ文庫JA (1993) ISBN 978-4-15-030398-3
- 『愛のふりかけ』角川書店 (1995) ISBN 978-4-04-872856-0
- 『ウェディング・ウォーズ』青樹社文庫 (1995) ISBN 978-4-7913-0899-6
- 『東京開化えれきのからくり』ハヤカワ文庫JA (1999) ISBN 978-4-15-030620-5
- 『黒真珠の瞳―凶眼リューク』EXノベルズ (2004) ISBN 978-4-7575-1132-3
- 『ホーンテッド・ファミリー』ソノラマノベルス (2005) ISBN 978-4-257-01073-9
- 『文章探偵』ハヤカワ・ミステリワールド (2006) ISBN 978-4-15208729-4
- 『数学的帰納の殺人』ハヤカワ・ミステリワールド (2009) ISBN 978-4-15-209032-4

### 連作短編集
- 『よろずお直し業』PHP研究所 (1991) ISBN 978-4-569-53083-3
  - 徳間デュアル文庫 (2001) ISBN 978-4-19-905069-5 - イラスト：秋津たいら

収録作品：砕けた石 / 割れた壷 / 折れた枝 / 裂けた布 / 融けた氷 / 燃えた紙

### 短編集
- 『こちらITT』ハヤカワ文庫JA (1987) ISBN 978-4-15-030247-4

収録作品：アル牛 / ベター・ハーフ？ / 進化の道 / 分裂剤 / こちらITT / 目には目を / 道化の釘
- 『くらげの日』ハヤカワ文庫JA (1988) ISBN 978-4-15-030269-6

収録作品：生物兵器 / 強制輪廻 / 眼鏡探し / くらげの日 / サルガッソーの虫 / サクラ、サクラ
- 『時間不動産』ハヤカワ文庫JA (1988) ISBN 978-4-15-030280-1

収録作品：時間不動産 / 国民不在 / ダ・ビ・ン・グ / 蜂の幸福 / 嫌煙権 / 明日にのばすな
- 『無重力でも快適』ハヤカワ文庫JA (1989) ISBN 978-4-15-030286-3

収録作品：無重力でも快適 / クーラー売ります / 太公望 / ウィークスを探して / ヘイブン・オートメーション
- 『かれはロボット』ハヤカワ文庫JA (1989) ISBN 978-4-15-030294-8

収録作品：キーヴの墓掘り / 夢よもう一度 / キャンペーン虫！ / 空白の一日 / レッド・アンド・ブルー / あてようか？ / いたずら電話 / 暗号 / 魂の問題 / かれはロボット
- 『プラスティックのしゃれこうべ』ハヤカワ文庫JA (1989) ISBN 978-4-15-030303-7

収録作品：虫食い / 予約制 / ハデスの牧場 / プラスティックのしゃれこうべ / タイムカプセル / チキンラン
- 『ウォッチャー―見張り』ハヤカワ文庫JA (1990) ISBN 978-4-15-030315-0

収録作品：パートナー / 宇宙人 / 征服ヘルメット / 交枕クラブ / 死因 / パーソナリティー / 花か種か / 見張り〈ウォッチャー〉
- 『ラッキー・カード』ハヤカワ文庫JA (1990) ISBN 978-4-15-030327-3

収録作品：夜を明るく / セルメック / 割れた甲冑 / 牛乳屋 / ラッキー・カード / ウォーターレース / 可哀相な王女の話
- 『星売り』早川書房 (1990) ISBN 978-4-15-203455-7

収録作品：よっちゃんの株 / 在宅勤務？ / 星売り / 特急便 / 最後の信販 / 輸出仕様 / 嘘は罪 / ショットダウン / 故障プログラム / ファンタシイ
- 『お喋りセッション』ハヤカワ文庫JA (1991) ISBN 978-4-15-030340-2

収録作品：死刑 / ローテーション / コンドーム / フード・プロセッサー / 中古者 / お喋りセッション / 狼男 / ヒッチハイク / 外科ニック
- 『ゆっくりと南へ』ハヤカワ文庫JA (1991) ISBN 978-4-15-030351-8

収録作品：殺せ！ / オリジナル / おお、白い花びらが / おじいさんの時計 / 隻眼ディガート / ピューイ / ゆっくりと南へ
- 『市長、お電話です』ハヤカワ文庫JA (1991) ISBN 978-4-15-030361-7

収録作品：国境を越えて / ポルノグラフィック / 転送室の殺人 / 豆電球 / 市長、お電話です
- 『スーパーサラリーマン』ハヤカワ文庫JA (1992) ISBN 978-4-15-030378-5

収録作品：辞めさせて頂きます / 同居時代 / 妻の顔 / 毒 / おばあちゃんの復讐 / テルを待ってます / ホームテレホ / 方向音痴 / テレホンカード / SENDAIHAGI / スーパーサラリーマン
- 『江路村博士のスーパー・ダイエット』ハヤカワ文庫JA (1993) ISBN 978-4-15-030390-7

収録作品：江路村博士の大発明 / 悪徳ランド / ホロ・ドレス / 最後の納税者 / カワヘビ / 紙の盃 / ここまでおいで / 飛んで行きたい
- 『5分間SF』ハヤカワ文庫JA (2019) ISBN 978-4-15-031386-9

収録作品：大恐竜 / 扉 / マダム・フィグスの宇宙お料理教室 / 最後の一夜 / カンゾウの木 / 断続殺人事件 / 半身の魚 / ひとつの小さな要素 / トビンメの木陰 / 結婚裁判所 / 二つ折りの恋文が / ワーク・シェアリング / ナイフィ / 予告殺人 / 生煙草 / ユビキタス
- 『7分間SF』ハヤカワ文庫JA (2020) ISBN 978-4-15-031422-4

収録作品：カツブシ岩 / キッチン・ローダー / この日のために / カレシいない歴 / 免許停止 / スリープ・モード / チューリング・テスト / 壁の向こうの友 / 緊急避難 / ラスト・メディア / パラム氏の多忙な日常
- 『キスギショウジ氏の生活と意見』竹書房文庫 (2020) ISBN 978-4-8019-2376-8 - 編：日下三蔵

収録作品：十五パズル / 記念品 / 飛び入りの思い出 / お別れ / 変身 / お父さんの新聞 / ダイエット・ペット / 公聴会 / オーバードーズ / 国境の南 / アイウエオ / われらの農場を守れ / 鉄の胃袋 / OEの謎 / 文通 / ブラボー / 家庭の幸せ / キスギショウジ氏の生活と意見 / R依存対策条例
- 『大人になる時』竹書房文庫 (2022) ISBN 978-4-8019-3075-9 - 編：日下三蔵

収録作品：スタート・ピストル / スカイダイブ / 大酋長 / ハパンサペナ / 顔 / 大人になる時 / 犬のプレゼント / 自分殺し / 妻の味 / 皮まで愛して / バディ / ワクチン

## 書籍未収録短編
SFマガジン、異形コレクションなどで多数の短編を発表していたが、長らく短編集が発行されておらず、未収録作品が多い。以下に、一部の作品を列挙する。

### 雑誌
『SFマガジン』掲載作品
- 目には目を(1984) 317号
- パーソナリティー（1987/7）
- りスペク（1989/7トル・ガン(1994) 452号
- 長屋の花見(1994) 453号
- 中身はでっかく(1994) 455号
- 地区担当削減官(1995) 466号
- ひとつの小さな要素(1997) 488号
- 寿命(1997) 489号
- ゲーム(1997) 491号
- カット(1997) 496号
- 五百光年(1998) 500号
- 関係妄想(1998) 510号
- ひとりぼっち(1998) 510号
- 花のプロペラ(1999) 512号
- 剣をなくした冒険者(1999) 516号
- マダム・フィクスの宇宙お料理教室スペシャル(1999) 518号

〈前菜〉シンクウクラゲのじわじわ焼き
〈スープ〉バラエッチのパラレルスープ
〈主菜〉ゼラマサウルスのコトコトシチュー
〈試食〉作家・草上仁氏を迎えてのカクテル・コーナー
- パラム氏の多忙な日常(1999) 521号
- 長距離通勤(1999) 523号
- 青銅の人形(2003) 566号

『現代の小説』(日本文藝家協会編集)掲載作品
- ひとつの小さな要素(1998)
- セキュリティ・プロフェッショナル(2004) 短篇ベストコレクション

情報技術に取り残された辺境の惑星と、ハイテクに疎い主人公の苦闘をコミカルに描いている。

### 異形コレクション
ホラーアンソロジーシリーズ『異形コレクション』掲載作品。掲載号の詳細については、元記事を参照。
廣済堂文庫版
- 命の武器(1998) II 侵略！
- いつの日か、空へ(1998) III 変身
- 川惚れの湯(1998) V 水妖
- 月見れば(1999) VIII 月の物語
- スケルトン・フィッシュ(1999) XI トロピカル
- 頭ひとつ(2000) XIV 世紀末サーカス

光文社文庫版
- サージャリ・マシン(2000) XVII ロボットの夜
- パンとワイン(2001) XVIII 幽霊船
- 赤と青(2002) XXIII キネマ・キネマ
- 秘伝(2002) XXIV 酒の夜語り
- トンネル(2003) XXVIII アジアン怪綺
- ディープ・キス(2004) XXX 蒐集家

法廷ミステリーの形式をとりながら、最後にはぞっとするような結末に導く。
- 燃える電話(2006) XXXV 闇電話
- どこかの--(2007) XXXIX ひとにぎりの異形
- 缶の中の神(2008) XXXX 未来妖怪

光文社カッパ・ノベルス版
- 人魚屋(2001) 綺賓館IV 人魚の血

### その他のアンソロジー
祥伝社文庫ホラー・アンソロジー(月刊小説NON掲載作品）
- 虫愛づる老婆(1999) 『おぞけ』
- 誰かいる(1999) 『ゆきどまり』
- 心霊写真(2001)

SF Japan vol.3 手塚治虫COVER タナトス篇
- ミクロイドS―胸の鼓動を聞きながら(2002)

## 参考資料
1. ↑  http://www.hoshishinichi.com/note/77.html
2. ↑  塾員山脈 2009年AUTUMN No.264 慶應義塾